# Scathophaga socia
Scathophaga socia är en tvåvingeart som först beskrevs av Becker 1914.  Scathophaga socia ingår i släktet Scathophaga och familjen kolvflugor.
Artens utbredningsområde är Tanzania. Inga underarter finns listade i Catalogue of Life.